# Dichochrysa fortunata
Dichochrysa fortunata är en insektsart som först beskrevs av Robert McLachlan 1882.
Dichochrysa fortunata ingår i släktet Dichochrysa och familjen guldögonsländor. Inga underarter finns listade i Catalogue of Life.